# Pietwałd
Pietwałd (cz. Petřvaldⓘ, niem. Peterswald) – miasto w Czechach, w kraju morawsko-śląskim, w powiecie Karwina, w zachodniej części Śląska Cieszyńskiego.
Miejscowość znajduje się w Zagłębiu Ostrawsko-Karwińskim i ze wszystkich stron sąsiaduje z innymi miastami, na północy z Rychwałdem, na wschodzie z Orłową, na południu z Hawierzowem i Szonowem, na zachodzie z Ostrawą.

## Demografia[4]
| Rok             | 1869 | 1880 | 1890 | 1900 | 1910 | 1921 | 1930  | 1950 | 1961 | 1970 | 1980 | 1991 | 2001 |
| --------------- | ---- | ---- | ---- | ---- | ---- | ---- | ----- | ---- | ---- | ---- | ---- | ---- | ---- |
| Liczba ludności | 2503 | 2992 | 3994 | 5727 | 7352 | 9375 | 10275 | 9983 | 9681 | 8120 | 7382 | 6769 | 6811 |

W 2001 roku największą narodową mniejszość stanowili Słowacy (4%), następnie Morawianie i Polacy (po 1,4%), Ślązacy (0,5%). Osoby wierzące stanowiły 30,3%, z czego katolicy 78,2%.

## Historia
Miejscowość po raz pierwszy wzmiankowana została w łacińskim dokumencie Liber fundationis episcopatus Vratislaviensis (pol. Księga uposażeń biskupstwa wrocławskiego), spisanej za czasów biskupa Henryka z Wierzbna ok. 1305 w szeregu wsi zobowiązanych do płacenia dziesięciny biskupstwu we Wrocławiu, w postaci item in Petir(s)walde. Zapis ten (brak określenia liczby łanów, z których będzie płacony podatek) wskazuje, że wieś była w początkowej fazie powstawania (na tzw. surowym korzeniu), co wiąże się z przeprowadzaną pod koniec XIII wieku na terytorium późniejszego Górnego Śląska wielką akcją osadniczą (tzw. łanowo-czynszową). Wieś politycznie znajdowała się wówczas w granicach utworzonego w 1290 piastowskiego (polskiego) księstwa cieszyńskiego, będącego od 1327 lennem Królestwa Czech, a od 1526 roku w wyniku objęcia tronu czeskiego przez Habsburgów wraz z regionem aż do 1918 roku w monarchii Habsburgów (potocznie Austrii).
Miejscowa parafia katolicka powstała w XIV lub w pierwszej połowie XV wieku. Została wymieniona w spisie świętopietrza sporządzonym przez archidiakona opolskiego Mikołaja Wolffa w 1447 pośród innych parafii archiprezbiteratu (dekanatu) w Cieszynie pod nazwą Petirswalde. Na podstawie wysokości opłaty w owym sprawozdaniu liczbę ówczesnych parafian (we wszystkich podległych wioskach) oszacowano na 150. Po okresie Reformacji nie została wznowiona.

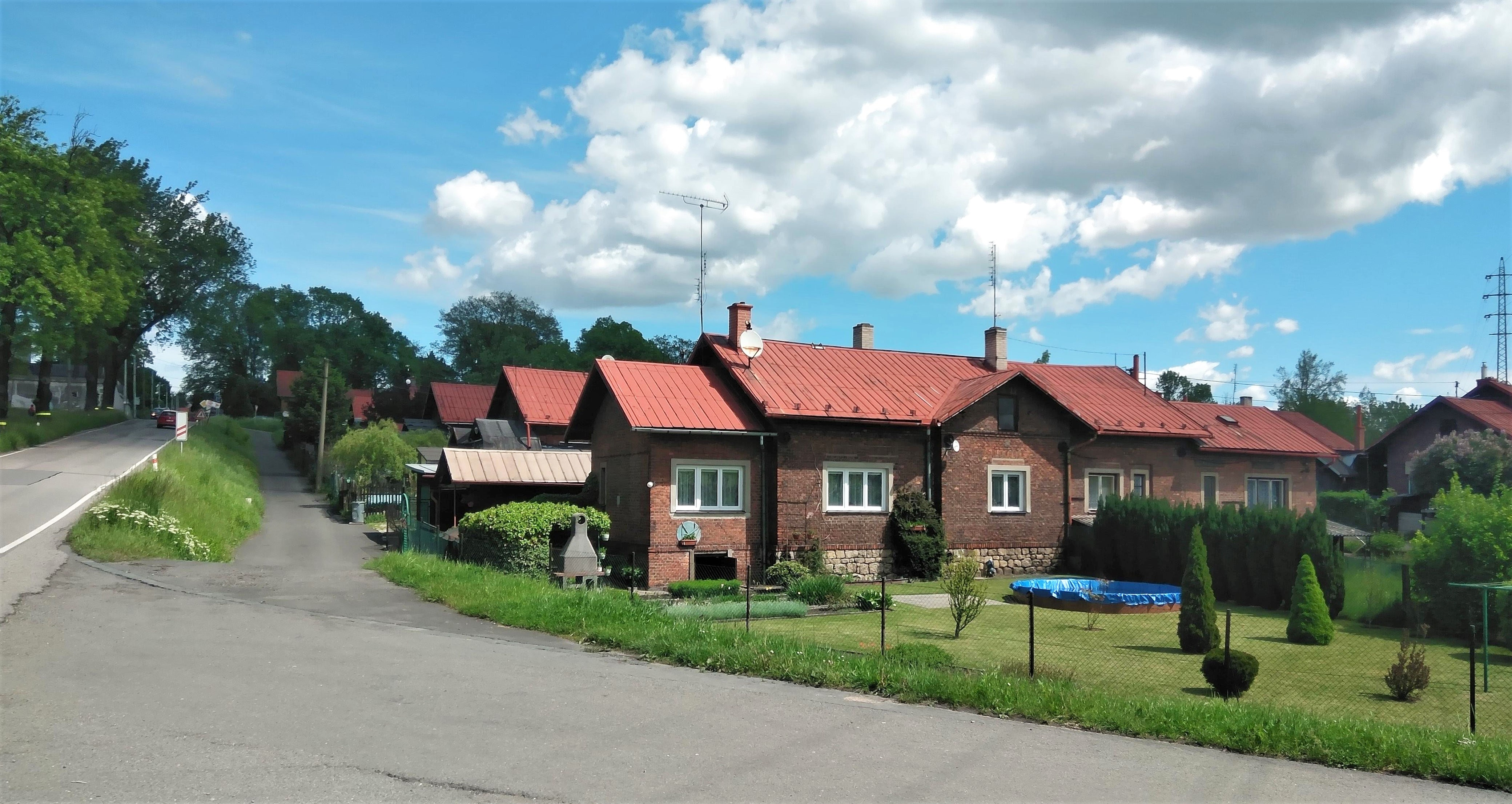
Kolonia robotnicza Marjánka

W 1409 roku Pietrzwałd nadany został przez księcia cieszyńskiego Arnoštowi z Tworkowa, była to jego pierwsza posiadłość w księstwie cieszyńskim. Około 1790 roku wieś została zakupiona przez wpływową rodzinę Larisch-Mönnich. Do rozwoju Pietwałdu, zarówno z punktu widzenia gospodarki jak i demografii, znacznie przyczyniło się odkrycie złóż węgla kamiennego w okolicy. Jego wydobycie na terenie Pietwałdu rozpoczęło się w 1833 r. W 1869 miejscowość liczyła 2503 mieszkańców, a liczba ta w następnych dekadach systematycznie rosła, m.in. dzięki znacznej imigracji z terenów Galicji.
Po zniesieniu poddaństwa miejscowość stanowiła gminę na Śląsku Austriackim, w powiecie sądowym Frysztat, najpierw w powiecie cieszyńskim, potem w samodzielnym powiecie politycznym Frysztat. Według austriackiego spisu ludności z 1900 w 454 budynkach w Pietwałdzie na obszarze 1261 hektarów mieszkało 5727 osób, co dawało gęstość zaludnienia równą 454,2 osób/km². Z tego 5384 (94%) mieszkańców było katolikami, 276 (4,8%) ewangelikami, a 67 (1,2%) żydami, 3955 (69,1%) było polsko-, 1226 (21,4%) czesko-, 338 (5,9%) niemieckojęzycznymi, a 80 (1,4%) posługiwało się jeszcze innym językiem. W roku 1910 Pietwałd miał 7352 mieszkańców, z czego 7292 było zameldowanych na stałe, 5303 (72,7%) było czesko-, 1355 (18,6%) polsko- a 628 (8,6%) niemieckojęzycznymi, zaś 6 osób posługiwało się jeszcze innym językiem, 6783 (92,3%) było katolikami, 502 (6,8%) |ewangelikami, 55 (0,7%) wyznawcami judaizmu, a 12 innej religii lub wyznania
Po I wojnie światowej doszło do wybuchu polsko-czechosłowackiego konfliktu granicznego. Według porozumienia lokalnych organów władzy Pietwałd został podporządkowany administracji czechosłowackiej. W 1930 liczył 10275 mieszkańców. 22 września 1935 roku Ferdinand Stibor uroczyście otworzył Świątynię Husa Czechosłowackiego Kościoła Husyckiego. W październiku 1938 miejscowość została zaanektowana przez Polskę, a podczas II wojny światowej przez nazistowskie Niemcy.
Po wojnie przywrócona Czechosłowacji. W 1955 roku, kiedy liczba mieszkańców Pietwałdu przekroczyła 10 000, został on podniesiony do rangi miasta. Od lat 60. XX wieku liczba mieszkańców zaczęła wyraźnie spadać. Część z nich przenosiła się do nowo budowanych osiedli z tzw. wielkiej płyty w Ostrawie i Orłowej.
Węgiel na terenie miasta zaprzestano wydobywać w marcu 1998 roku.

## Sport
Swoją siedzibę miał tu klub piłkarski Ostrawica Pietwałd.

## Miasta partnerskie
- Strumień, (Polska)